# Little man (album)
Little man is het vijfde studioalbum van The Pineapple Thief. Het werd opgenomen in de periode november 2005 tot en met september 2006 in de geluidsstudio The Dining Room met enkele aanvullende opnamen uit The Colonial Theatre in Philadelphia (Pennsylvania). Bruce Soord, leider van TPT, had een band op zich heen verzameld ter uitvoer van zijn muziek (en teksten).
De titel verwijst naar eerste zoon Felix Soord van Bruce en Liz (13 februari 2006-27 februari 2006). Het album kreeg een autobiografische lading mee. Het album wordt door sommigen gezien als het eerste TPT-album wijzend op de toekomstige ontwikkelingen van de band (zie progarchives). Desondanks kwam TPT niet los van vergelijkingen met Radiohead.
In eerste instantie werd er weinig aandacht aan het album gegeven; dat veranderde in 2010 toen Kscope het opnieuw uitbracht in de reeks backcatalogus van TPT.  

## Musici
- Bruce Soord – gitaar, toetsinstrumenten, zang
- Jon Sykes – basgitaar, achtergrondzang
- Wayne Higgins – gitaar, achtergrondzang
- Keith Harrison – drumstel, achtergrondzang
- Steve Kitch – toetsinstrumenten

Met
- Richard Hunt – viool

## Muziek
Muziek en tekst van Soord

| Nr. | Titel                  | Duur |
| --- | ---------------------- | ---- |
| 1.  | Dead in the water      | 5:27 |
| 2.  | God bless the child    | 4:45 |
| 3.  | Wilting violet         | 4:42 |
| 4.  | Wait                   | 3:26 |
| 5.  | Run a mile             | 6:43 |
| 6.  | Little man             | 3:44 |
| 7.  | November               | 6:50 |
| 8.  | Boxing day             | 3:58 |
| 9.  | God bless the children | 2:02 |
| 10. | Snowdrops              | 5:59 |
| 11. | We love you            | 8:46 |

Snowdrops zou sinds het uitbrengen van het album tijdens elk optredens gespeel worden ter nagedachtenis aan Felix.